# Alan Hugh Hornby
Alan Hugh Hornby, britanski general, * 1894, † 1958.